# Mesonemoura funicula
Mesonemoura funicula är en bäcksländeart som först beskrevs av Harper 1974.  Mesonemoura funicula ingår i släktet Mesonemoura och familjen kryssbäcksländor. Inga underarter finns listade i Catalogue of Life.